# 1633

Het jaar 1633 is het 33e jaar in de 17e eeuw volgens de christelijke jaartelling.

## Gebeurtenissen
februari
- 5 - De West-Indische Compagnie neemt het eilandje Arguin over van de Portugezen.

maart
- 23 - De eerste steen wordt gelegd van de Piloersemaborg in Den Ham, de laatste overgebleven boerderijborg in Nederland.

april
- 10 - Op de Londense markt liggen voor het eerst bananen.
- 23 Willem van Nassau-Siegen wordt benoemd tot veldmaarschalk van de Republiek, waarmee hij Ernst Casimir van Nassau-Dietz opvolgt.

juni
- 22 - Onder dwang van de kerkelijke rechtbank te Rome verklaart Galileo Galilei, dat de zon om de aarde draait. Hij moet de rest van zijn leven in huisarrest blijven.

juli
- 2 - Frederik Hendrik neemt Rijnberk in.
- zomer - De VOC brengt een olifant mee uit Ceylon als geschenk voor stadhouder Frederik Hendrik. Een van de oppassers noemt haar Hansken.

oktober
- 22 - In de Slag in de Baai van Liaoluo wordt de vloot van de VOC verslagen door de Chinese Mingvloot van Zheng Zhilong.

december
- 9 - De onderhandelingen tussen de Republiek der Zeven Verenigde Nederlanden en de Zuidelijke Nederlanden worden afgebroken. Frederik Hendrik heeft voorgesteld de besprekingen te beëindigen. Er ontstaat grote onenigheid tussen de Hollandse steden. Uiteindelijk willen Holland en Overijssel doorgaan, maar zij worden overstemd door de andere vijf gewesten.
- 21 - Filips baron van Leefdael wordt heer van Waalwijk en Beek.

zonder datum
- Lodewijk XIII van Frankrijk biedt de Republiek een bondgenootschap aan.
- Uponyuvarat II of Ton Kham volgt Mom Keo op als 26e koning van Lan Xang.
- De Noordsche Compagnie besluit een groep mannen op het eiland Jan Mayen te laten overwinteren om de gebouwen en andere bezittingen te beschermen tegen plundering door rivaliserende (Baskische) walvisvaarders.

## Beeldende kunst

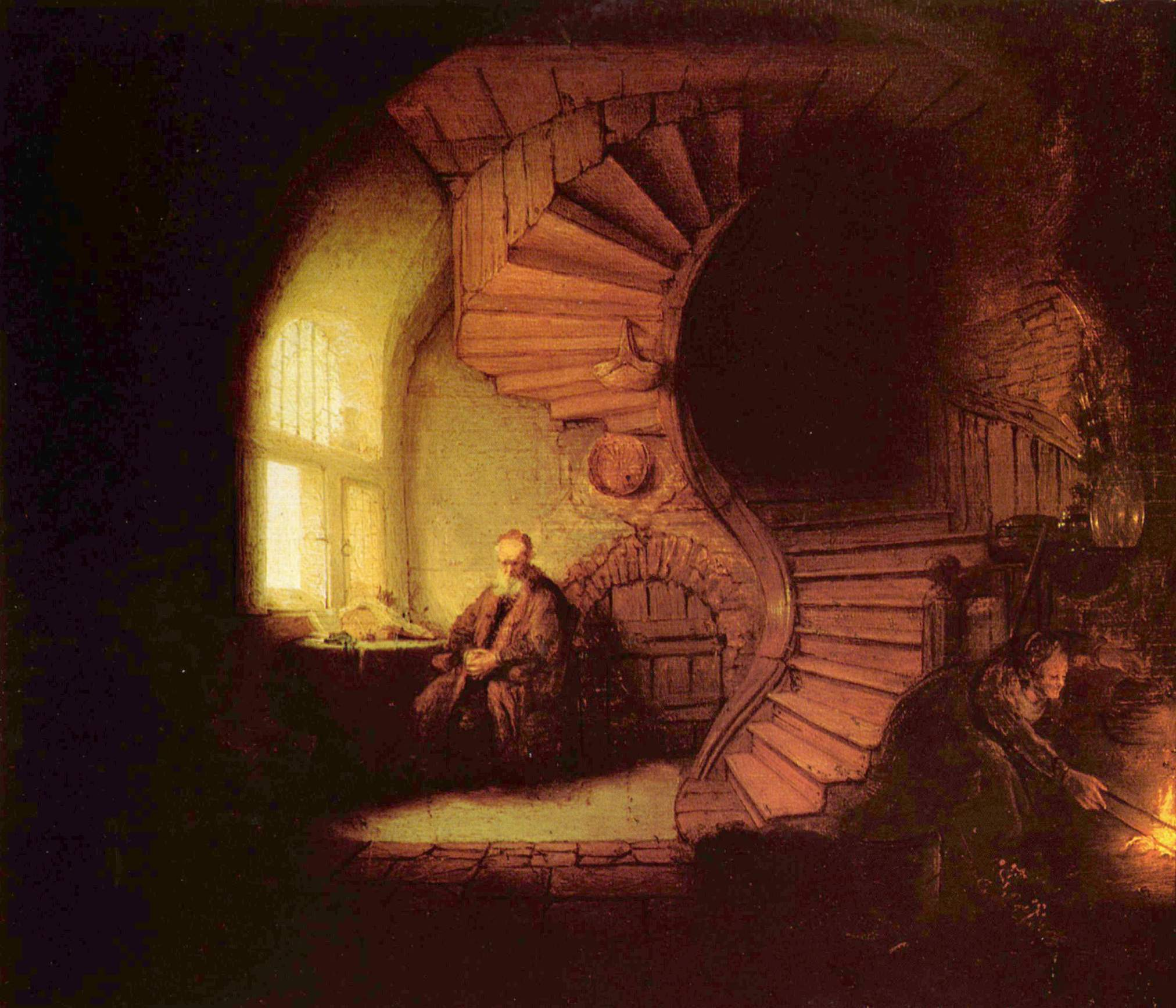
De filosoof (1633) Rembrandt van Rijn

## Bouwkunst

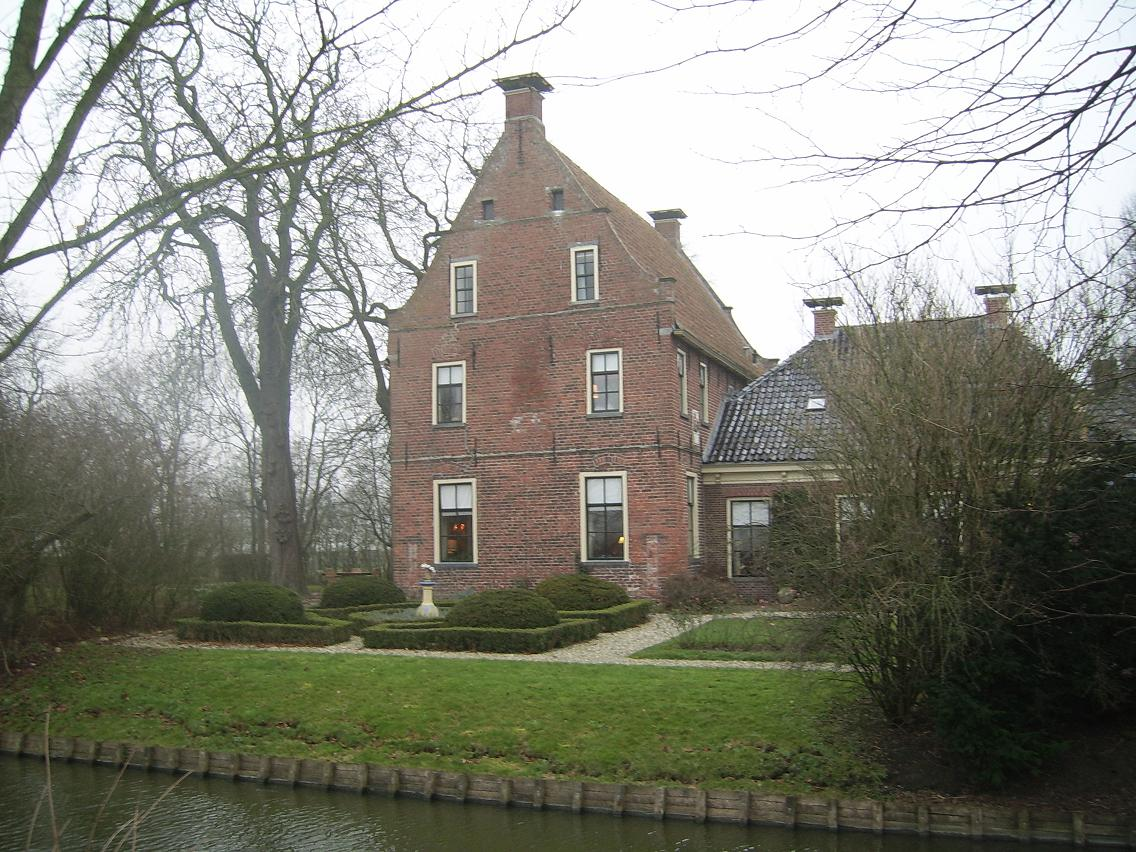
Piloersemaborg, Den Ham (1633)

## Geboren
februari
- 23 - Samuel Pepys, Brits ambtenaar (overleden 1703)

mei
- 15 - Sébastien Le Prestre de Vauban, Frans vestingbouwkundige (overleden 1707)

augustus
- 23 - Abraham Trommius, Nederlands predikant en theoloog (overleden 1719)

oktober
- 14 - Jacobus II van Engeland, koning van Engeland en (als Jacobus VII) van Schotland (overleden 1701)

november
- 2 - Lodewijk Frederik van Nassau-Idstein, Duits edelman (overleden 1656)
- 3 - Bernardino Ramazzini, Italiaans arts (overleden 1714)

## Overleden
februari
- 10 - Nathan Field, Engels toneelschrijver

maart
- 27 ? - Peeter Cornet (58 ?), Vlaams componist

juli
- 2 - Trijntje Keever (17), Nederlandse vrouw, waarschijnlijk de langste vrouw die ooit heeft geleefd

augustus
- 10 - Anthony Munday, Engels toneelschrijver
- 12 - Jacopo Peri (71),  Italiaans componist

september
- 29 - Samuel Godin (±72), koopman uit de Zuidelijke Nederlanden

oktober
- 25 - Jehan Titelouze (~70), Frans organist-titularis en componist

november
- 7 - Cornelis Drebbel, (ca. 61) Nederlands uitvinder van onder andere de onderzeeboot

december
- 1 - Isabella Clara Eugenia, (Isabella van Spanje) (67), van 1598 tot 1621 vorstin en na het overlijden van haar echtgenoot Albrecht van Oostenrijk van 1621 tot haar dood in 1633 landvoogdes van de Zuidelijke Nederlanden